# Eugene Omalla
Eugene Omalla, född 5 oktober 2000, är en nederländsk friidrottare som tävlar i kortdistanslöpning.

## Karriär
Vid OS 2024 tog Eugene Omalla guld på i den mixade stafetten 4 x 400.